# Krzysztof Janczar
Krzysztof Janczar, wcześniej Krzysztof Musiał (ur. 7 stycznia 1950 w Warszawie) – polski aktor. Odtwórca roli Pawła Jankowskiego w serialu Wojna domowa (1965–1966) i biznesmena Bolesława Kazunia, kuzyna Lubiczów w telenoweli Klan (od 2012).
W 2021 został odznaczony Złotym Krzyżem Zasługi.

## Życiorys

### Wczesne lata
Urodził się w szpitalu na Solcu w Warszawie jako syn Elżbiety Habich, inspicjentki teatralnej, i aktora Tadeusza Janczara. Wkrótce po jego urodzeniu jego rodzice znaleźli się w stanie separacji, a potem rozwiedli się. W konsekwencji mieszkał z matką oraz jej rodzicami – Zofią i Mikołajem przy ul. Szpitalnej. Miał jednak dobry kontakt z ojcem, choć niezbyt częsty. Wspólnie chodzili na spektakle, Krzysztof oglądał sztuki z udziałem ojca, który zdołał zarazić go pasją do teatru. Miał niespełna 9 lat, gdy ojciec ożenił się po raz drugi z aktorką Małgorzatą Lorentowicz. Był średnim uczniem, spokojnym i grzecznym, zanim w piątej klasie został przeniesiony do szkoły przy ul. Karowej. Po niezdanym egzaminie z matematyki trafił do I Miejskiej Szkoły Zawodowej Męskiej im. Michała Konarskiego przy ul. Okopowej, gdzie uczył się zawodu tokarza. Przez sześć lat trenował boks w Gwardii.

### Początki kariery
Był uczniem drugiej klasy zasadniczej szkoły zawodowej, kiedy podczas spaceru ze swoim ojcem podszedł do nich Ryszard Pluciński, który wypatrzył go na ślizgawce na Torwarze i kompletował właśnie obsadę do serialu telewizyjnego Jerzego Gruzy. Zaproponował Krzysztofowi, by przyszedł na casting. Na zdjęciach próbnych pojawił się też Tadeusz Janczar, który powiedział Jerzemu Gruzie, żeby pod żadnym pozorem nie angażował Krzysztofa. Jednak Krzysztof Janczar miał wówczas inne nazwisko niż ojciec, nazywał się Krzysztof Musiał, a ekipa serialu na przesłuchaniach spodziewała się młodego Janczara. Tak otrzymał jedną z głównych ról jako Paweł Jankowski i zadebiutował w wieku 15 lat w czarno-białym serialu Wojna domowa (1965–1966). Serial okazał się prawdziwym przebojem telewizyjnym i przyniósł Janczarowi rozpoznawalność. To wtedy Janczar zdecydował, że będzie kontynuował przygodę aktorską. Po maturze dostał się na studia na Wydział Aktorski Państwowej Wyższej Szkoły Filmowej, Telewizyjnej i Teatralnej im. Leona Schillera w Łodzi, którą ukończył w 1974 (dyplom w 1979).

### Kariera teatralna
Jeszcze podczas nauki, w 1973, w warszawskim Teatrze Narodowym zadebiutował w zastępstwie w sztuce Aleksandra Fredry Trzy po trzy w reżyserii Adama Hanuszkiewicza. Zaraz po skończeniu studiów, w sezonie 1974/1975, otrzymał angaż w Teatrze im. Cypriana Kamila Norwida w Jeleniej Górze, gdzie zagrał w trzech przedstawieniach w reż. ówczesnej dyrektorki jeleniogórskiego teatru Aliny Obidniak – Konrada w Wyzwoleniu Stanisława Wyspiańskiego (1973), Słoneczko w Przygodach rozbójnika Rumcajsa Ernesta Brylla (1974) i Kram z piosenkami Leona Schillera (1975), a także w dwóch widowiskach w reż. Adama Hanuszkiewicza – Aleksieja Nikołajewicza Bielajewa w Miesiącu na wsi Iwana Turgieniewa (1974) oraz Juliusza S. i Sawę w Beniowskim Juliusza Słowackiego (1975).
W latach 1975–1981 związał się z warszawskim Teatrem Narodowym, gdzie został obsadzony w roli strażaka, reportera, pracownika (posługacza) i chłopaka z gitarą w Pluskwie Włodzimierza Majakowskiego (1975) w reż. Konrada Swinarskiego oraz Troilosa w Troilusu i Kresydzie Williama Shakespeare’a (1978), a także grał ponownie u Adama Hanuszkiewicza w Mickiewiczu - Młodości Adama Mickiewicza (1976) jako Anioł Stróż, Płatonowie Antona Czechowa (1976) jako Wasyl i Dziadach części III Mickiewicza (1978) jako więzień.
W 1988 na scenie The Odyssey Theatre w Los Angeles zagrał w języku angielskim w sztuce Witkacego Szewcy w reż. Kazimierza Brauna. W 1999 wyreżyserował monodram Ziarnem Polski być autorstwa Juliusza Słowackiego i Fryderyka Chopina. W 2000 w warszawskim Nowym Teatrze wystąpił jako Andrew w Listach miłosnych A.R. Gurneya w reż. Jacka Bursztynowicza. W 2003 zagrał Bernarda w przedstawieniu impresaryjnym Zgrzyty Enza Cormanna w reż. Anny Kekus i w roli Vito w Klubie hipochondryków Maggie Wright Woodturner w reż. Wojciecha Malajkata w Teatrze Syrena. W 2010 wystąpił w roli Roda w Dziewczynach z kalendarza Tima Firtha w reż. Tomasza Dutkiewicza w Teatrze Komedia w Warszawie.

### Role ekranowe
Trzykrotnie z ojcem spotkał się na planie filmowym; dwa razy jako syn głównego bohatera granego przez ojca – w dramacie psychologicznym Bohdana Poręby Prawdzie w oczy (1970) w roli Wiktora Kaczmarskiego, syna suwnicowego huty „Warszawa” i  telewizyjnej adaptacji opowiadania kryminalnego Aleksandra Ścibora-Rylskiego Złote koło (1971) w reż. Stanisława Wohla jako Piotr Budny, syn kapitana oraz jako inżynier Markowski w młodości (dorosłego grał ojciec) w filmie telewizyjnym Sylwestra Szyszki Strzał (1974) z cyklu pt. Najważniejszy dzień życia.
Jak pisał Bohdan Gadomski w tygodniku „Film”, Janczar na ekranie stworzył typ „trudnego” chłopca, który nie zawsze potrafi rozwiązać własne konflikty. Po udziale w filmie krótkometrażowym Ryszarda Rydzewskiego Punkt widzenia (1973) z Mirosławem Konarowskim jako Bogdan, zagrał główną rolę Łukasza Kamińskiego, który na skutek swojej bezkompromisowości popada w konflikty ze swoim otoczeniem w dramacie telewizyjnym Anette Olsen Łukasz (1974), uhonorowanym Złotymi Poznańskimi Koziołkami dla najlepszego filmu aktorskiego na Międzynarodowym Festiwalu Filmów Młodego Widza „Ale Kino!” w Poznaniu. W dramacie psychologicznym Ryszarda Rydzewskiego Zanim nadejdzie dzień (1976) wcielił się w „Czarnego”, który ucieka z poprawczaka i bierze udział w napadzie na sklep. Za rolę Tolka „Bicza” Maliniaka, który po trzech latach wychodzi z więzienia, staje na czele bandy gitowców i planuje kolejny skok w dramacie psychologicznym Mieczysława Waśkowskiego Nie zaznasz spokoju (1977) otrzymał nagrodę Srebrnej Plakietki na 5. Festiwalu Polskich Filmów Fabularnych w Gdańsku dla najlepszego aktora. Trafił na okładkę tygodnika „Ekran” (we wrześniu 1978) i „Film” (w grudniu 1981). Wziął udział w realizacji Teatru Telewizji Elegia Krzysztofa Kamila Baczyńskiego (1979) w reż. Pawła Karpińskiego. Po występie w dramacie politycznym Janusza Kijowskiego Kung-fu (1979), dramacie wojennym Andrzeja Kotkowskiego Olimpiada ’40 (1980) i dramacie psychologicznym Spokojne lata (1981) na podstawie opowiadania Kazimierza Brandysa, Andrzej Wajda zaangażował go do niedużej roli Kryski, przyjaciela Maćka (Jerzy Radziwiłowicz) w 1970 w dramacie politycznym Człowiek z żelaza (1981), który w 1982 był nominowany do Oscara dla najlepszego filmu nieanglojęzycznego.
W 1981 wyjechał do Stanów Zjednoczonych, gdzie początkowo imał się różnych zajęć. Najpierw mieszkał w Nowym Jorku, następnie w Los Angeles. Pracował jako barman, operator i sprzedawca komputerów, magazynier, a także remontował i budował domy. Podczas pobytu w USA dowiedział się, że w Polsce wprowadzony został stan wojenny. Wkrótce powrócił do aktorstwa jako Christopher Janczar i dostał niewielką rolę żołnierza radzieckiego w dramacie sensacyjnym Johna Miliusa Czerwony świt (Red Dawn, 1984) u boku Patricka Swayze i Charliego Sheena. Był boyem hotelowym w dramacie Lecha Majewskiego Lot świerkowej gęsi (Flight of the Spruce Goose, 1986) z Karen Black, Dennisem Christopherem i Betsy Blair. Pojawił się w jednym z odcinków serialu kryminalnego CBS Mike Hammer (1987) pt. Kill John Doe jako agent KGB Aleksiej ze Stacym Keachem w roli tytułowego detektywa. U Jerzego Skolimowskiego zagrał postać Kluebera w melodramacie kostiumowym Wiosenne wody (Torrents of Spring, 1989) na motywach opowiadania Iwana Turgieniewa z Timothym Huttonem i Nastassją Kinski oraz Leo w dramacie Ferdydurke (30 Door Key, 1991) według powieści Witolda Gombrowicza. W ekranizacji powieści Toma Clancy’ego Polowanie na Czerwony Październik (1990) w reż. Johna McTiernana z Seanem Connerym i Alekiem Baldwinem dostał rolę Andreja Bonovii, zastępcy dowódcy okrętu „W.K. Konowałow”. Powrócił ze Stanów do Polski w 1991.
W 2012 przyjął rolę Bolka Kozunia, kuzyna Pawła Lubicza (Tomasz Stockinger) w telenoweli TVP1 Klan.

## Życie prywatne
Na czwartym roku studiów nawiązał romans ze swoją profesorką od baletu, tancerką i choreografką Janiną Niesobską. Mają syna, Krzysztofa Artura (ur. 14 kwietnia 1974), który poszedł w ślady ojca i też został zawodowym aktorem.

## Filmografia
- 1965: Wojna domowa jako Paweł Jankowski
- 1970: Prawdzie w oczy jako syn Bronka
- 1971: Złote koło jako Piotr, syn kapitana MO (kapitana MO zagrał jego ojciec Tadeusz Janczar)
- 1974: Łukasz jako Łukasz Kamiński
- 1976: Zanim nadejdzie dzień jako Czarny
- 1977: Bezkresne łąki jako Kajo
- 1977: Nie zaznasz spokoju jako Tolek „Bicz” („Srebrna Plakietka” na FPFF w Gdańsku 1978)
- 1979: Kung-fu jako Krzysztof
- 1980: Olimpiada ’40 jako Andrzej
- 1981: Człowiek z żelaza jako Kryska
- 1981: Spokojne lata jako Władzio
- 1990: Polowanie na Czerwony Październik jako Adriej Bonowia
- 1991: Ferdydurke jako Leo
- 1991: Odjazd, 2 role: Karol Lewicki oraz Gunter
- 1994: Zawrócony jako Maciek
- 1995: Pułkownik Kwiatkowski jako „Wacek”
- 1997: Brat naszego Boga jako Wiktor
- 2001–2009: Na dobre i na złe jako Neurochirurg Małecki / Neurochirurg Pawiński
- 2002–2005: Samo życie jako mecenas Edward Leński
- 2003: Zaginiona jako lekarz
- 2004: Oficer jako Jerzy Małkiewicz, strażnik więzienny (odc. 6 i 7)
- 2004: Glina jako bankowiec Adam Szewczyk (odc. 11)
- 2004–2006: Bulionerzy jako Barański
- 2005: Plebania jako Jurij, szwagier Wali
- 2005: Kryminalni jako Krzysztof Motylewski (odc. 39)
- 2006–2007: Dwie strony medalu jako Zygmunt Żelazek
- 2007: Rezerwat jako właściciel kamienicy
- 2008: BrzydUla jako Dariusz Terlecki
- 2009: Miasto z morza jako inspektor Sikora
- 2010: Mała matura 1947 jako wujek, mąż Jadwigi
- 2010–2011: Pierwsza miłość jako mecenas Zygmunt Terczyński
- 2011: Wojna żeńsko-męska jako Marian Karski
- od 2012: Klan jako Bolesław Kazuń
- 2012: Prawo Agaty jako adwokat Pauliny Szczuckiej (odc. 17)
- 2014: Bogowie jako ojciec pacjenta z dziurą w sercu
- 2017: Szpital dziecięcy jako Daniel (odc. 13)

## Nagrody
- Nagroda na FPFF w Gdyni Najlepsza pierwszoplanowa rola męska: 1978: Nie zaznasz spokoju